# Salix pentandrifolia
Salix pentandrifolia — вид квіткових рослин із родини вербових (Salicaceae).

## Морфологічна характеристика
Це дерево від 15 до 18 метрів у висоту.

## Середовище проживання
Зростає в Північній і Центральній Європі, Туреччині, Монголії та Китаї. Часто зустрічається на болотах, вологих луках і заплавах. У горах він трапляється поблизу висотних меж росту дерев.

## Загрози
Для цього виду немає великих загроз.

## Використання
Цей вид використовують для виготовлення кошиків. Його можна використовувати для дублення та отримання жовтого барвника. Деревина придатна для палива, оскільки вона щільніша за інші породи. Вид часто висаджують як декоративні дерева завдяки їх привабливим блискучим листям.